# Contea di Lambton
La contea di Lambton è una contea dell'Ontario in Canada. Al 2006 contava una popolazione di 128.204 abitanti. Ha come capoluogo Wyoming.

## Suddivisioni
City e town 
- Sarnia (city)
- Municipalità di Lambton Shores (city)
- Petrolia (town)
- Plympton–Wyoming (town)

 Township e villaggi 
- Brooke-Alvinston (township)
- Dawn-Euphemia (township)
- Enniskillen (township)
- St. Clair (township)
- Warwick (township)
- Oil Springs (villaggio)
- Point Edward (villaggio)

 Riserve indipendenti 
Indipendenti dalla Contea, ma poste entro la divisione censuaria di Lambton, vi sono tre riserve: 
- Chippewas of Kettle and Stony Point First Nation, nella zona di Kettle Point
- Aamjiwnaang First Nation, site in prossimità delle raffinerie nella valle chimica di Sarnia
- Walpole Island, vicino a Wallaceburg